# Brad Cooper
Bradford Paul Cooper (ur. 19 lipca 1954 w Singapurze) – były australijski pływak specjalizujący się w stylu dowolnym i grzbietowym, mistrz olimpijski (1972), dwukrotny wicemistrz świata, medalista Igrzysk Brytyjskiej Wspólnoty Narodów i były rekordzista świata.

## Kariera pływacka
W styczniu 1972 roku ustanowił rekord świata na 800 m stylem dowolnym, a miesiąc później także na dystansie dwukrotnie krótszym.
Podczas igrzysk olimpijskich w Monachium wystartował w pięciu konkurencjach. W finale 400 m stylem dowolnym z czasem 4:00,27 zajął początkowo drugie miejsce, ze stratą 0,01 s do Amerykanina Ricka DeMonta. Ten ostatni został jednak dwa dni później zdyskwalifikowany, ponieważ ekipa amerykańska nie zauważyła, że lek Marax oraz pochodne efedryny, który DeMont przyjmował na astmę, zawierały zabronione substancje. W zaistniałej sytuacji Cooper otrzymał złoty medal.
Na dystansie 200 m stylem grzbietowym był czwarty, a na 1500 m kraulem siódmy. Ponadto Cooper uplasował się na piątym miejscu, płynąc w sztafecie 4 × 200 m stylem dowolnym. Uczestniczył także w wyścigach eliminacyjnych sztafet zmiennych 4 × 100 m, ale Australijczycy nie zakwalifikowali się do finału.
Rok później, na mistrzostwach świata w Belgradzie zdobył trzy medale. W konkurencji 400 m kraulem wywalczył srebro, przegrywając jedynie z Rickiem DeMontem. Wicemistrzem został także w sztafecie 4 × 200 m stylem dowolnym. Cooper zdobył również brązowy medal na dystansie 1500 m kraulem.
W 1974 roku podczas Igrzyska Brytyjskiej Wspólnoty Narodów w Christchurch zdobył złoty medal w konkurencji 200 m stylem grzbietowym. Wywalczył też srebro na 400 m stylem dowolnym i brąz na 100 m stylem grzbietowym. Wkrótce po tych zawodach zakończył karierę zawodniczą i otworzył szkołę pływania w Gold Coast.
W 1994 roku został wprowadzony do International Swimming Hall of Fame.